# Satovča
Satovča (in bulgaro Сатовча?) è un comune bulgaro situato nel distretto di Blagoevgrad di 17 360 abitanti (dati 2009).

## Località
Il comune è formato dall'insieme delle seguenti località:
- Satovča (sede comunale)
- Bogolin
- Dolen
- Fărgovo
- Godeševo
- Kočan
- Kribul
- Osina
- Pletena
- Slašten
- Tuhovišta
- Vaklinovo
- Vălkosel
- Žiževo